# Медаль «За выдающуюся службу» (ВВС США)
Медаль «За выдающуюся службу» (англ. Air Force Distinguished Service Medal) — американская медаль, вручается лицам, проходящим службу в ВВС США в любой должности за исключительные заслуги при исполнении своих обязанностей. Учреждена Конгрессом США 6 июля 1960 года.
Эквивалентом этой медали для Армии является медаль «За выдающуюся службу» армии США. Для ВМС есть эквивалент медаль «За выдающуюся службу» ВМС США. Причиной для создания послужило то, что военно-воздушные силы не имели собственного аналога Медали «За выдающуюся службу» в отличие от остальных видов вооружённых сил США.
Медаль вручается военнослужащим военно-воздушных сил США за исключительно выдающуюся службу правительству США, службу с большой ответственностью. Термин «большая ответственность» подразумевает ответственность старшего офицерского состава, поэтому награда в основном вручается военнослужащим как минимум имеющим звание Генерал-майора. Однако, после ухода в отставку (либо перед ним), принято в отдельных случаях не обращать внимания на звание. Такое награждение стало обыденностью для уходящих в отставку Бригадных генералов, а в 2013 году состоялось награждение Главного мастера-сержанта перед его уходом в отставку.
Новые награждения данной медалью отмечаются добавлением дубовых листьев к орденской ленточке первой медали.

## Награждённые медалью «За выдающуюся службу»
Основная категория: Награждённые Медалью «За выдающуюся службу»
- Генерал Дэвид Ч. Джонс — председатель Объединённого комитета начальников штабов (1978—1982)
- Генерал Норман Шварцкопф — Командующий операцией «Буря в пустыне»
- Бригадный генерал Джимми Стюарт — актёр, боевой лётчик
- Бригадный генерал Чак Йегер — лётчик испытатель
- Полковник Базз Олдрин — второй человек, ступивший на Луну
- Полковник Дэйв Скотт — астронавт НАСА, командир Аполлон-15[3]